# Breuer Marcell

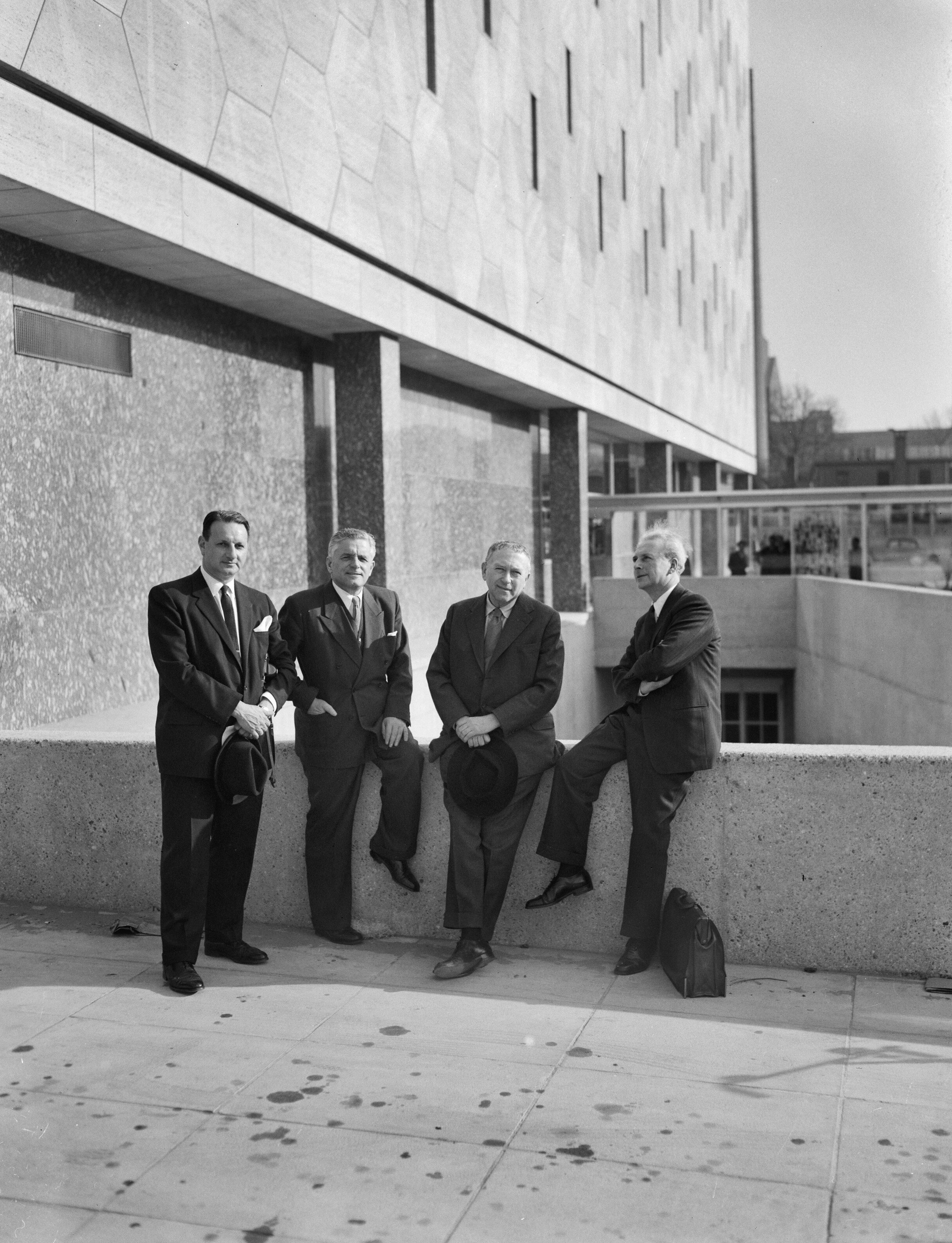
1957-ben (jobbról a második)

Breuer Marcell Lajos, vagy nemzetközileg ismert formában Marcel Breuer (Pécs, 1902. május 21. – New York, 1981. július 1.) világhírű magyar építész, formatervező, a Bauhaus mestere, Walter Gropius tanítványa és későbbi munkatársa.

## Életpályája
Breuer Jakab győri születésű fogtechnikus és Kann Franciska fia. Alap- és középfokú tanulmányait Pécsett végezte. 1920-ban a bécsi Művészeti Akadémián szobrászatot kezdett tanulni, de fél év után abbahagyta és Weimarban Walter Gropius építésztanítványa lett.

### Tevékenysége a Bauhaus keretében
1920–1924 között tanult a Bauhausban asztalosnak, majd inasvizsgát tett. Ezután Párizsba ment. 1925 áprilisától 1928 áprilisáig volt a Bauhaus mestere Dessauban, a bútorműhelyt vezette. Számos bútortervet készített, épületberendezésekkel is behatóan foglalkozott: már 1922-ben növendékként konyhaberendezést tervezett, 1925-ben modulrendszerbe foglalható szekrényelemeket szerkesztett (a modulraszter előfutáraként), még ugyanebben az évben a kerékpárkormány felépítéséből ihletet merítve tervezte meg első csővázas székét, amelynek legelső változata előbb B3, majd Klub fotel, végül Vaszilij szék néven vált ismertté. Szintén 1925-ben készítette kis acélvázas épületét Dessauban. Belső berendezéseket tervezett többek között a dessaui Bauhaus épületeibe 1925–1926-ban és Piscator berlini lakásába 1927-ben. Walter Gropiusszal ő is kiállt az elemekből való építkezés mellett, amely szabványelemek kombinációjával hoz létre technológiailag egyszerű és funkcionálisan összetett egészet. A Bauhaust Gropiusszal együtt hagyták el.

### Tevékenysége a Bauhaus-korszakot követően

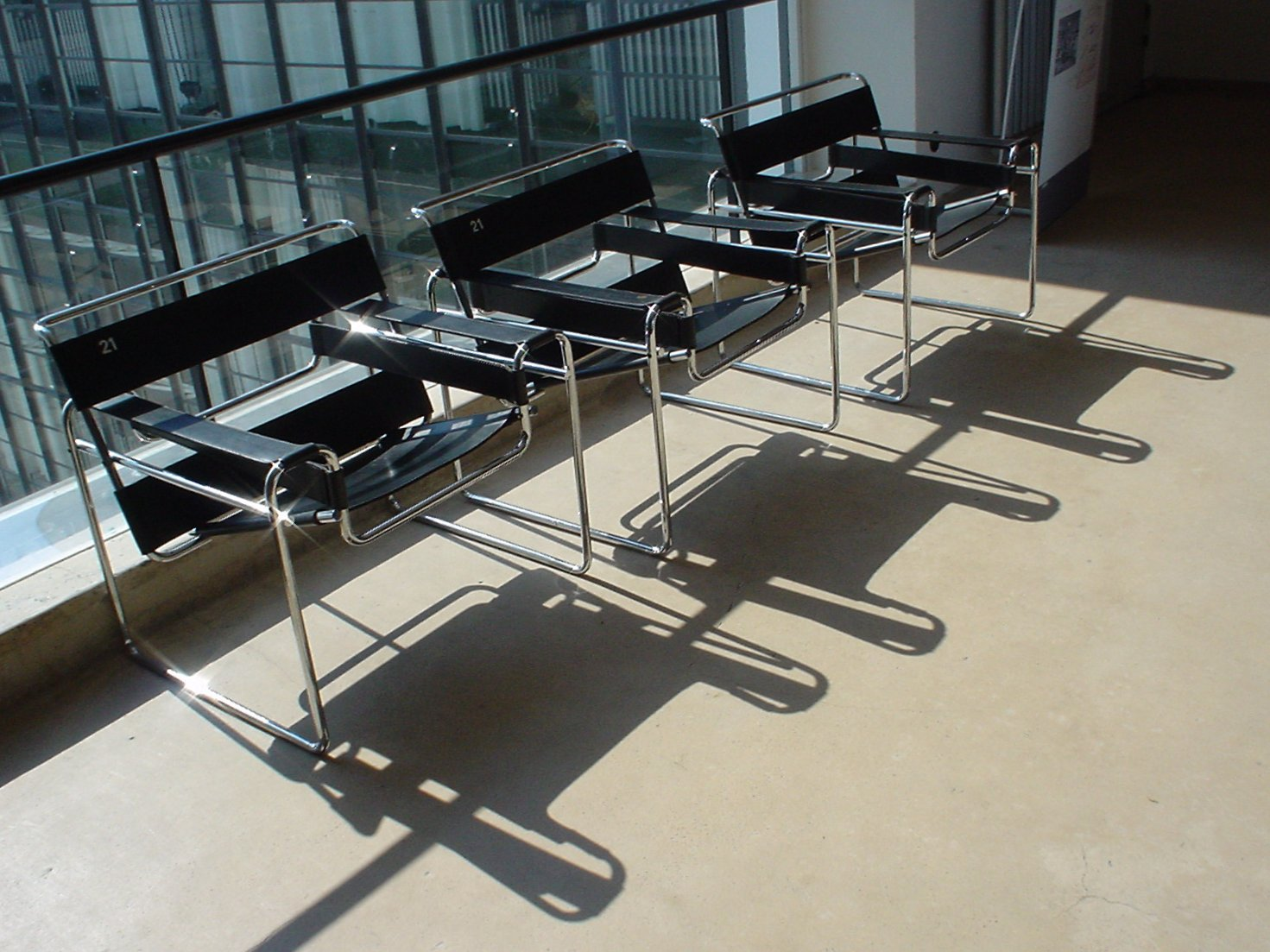
Vaszilij-székek a dessaui Bauhausban

1928-ban Berlinben kezdte meg magánépítészi pályafutását. Bútorokat és berendezési tárgyakat, valamint kiállításokat tervezett. Az 1930-as Werkbund kiállításon bemutatta szállodaépületének egy felépített lakóegységét. 1930-ban a harkovi színház tervén dolgozott. Két jelentős lakóépülete épült fel az 1930-as években: Wiesbadenben a Harnischmacher-ház (1932), és a Roth testvérekkel közösen tervezett Zürich–Dolderthal-i lakóházegyüttes (1934–1936), amely Sigfried Giedion svájci építészettörténész számára. F. R. S. Yorke munkatársaként két évig Londonban folytatott építészeti tevékenységet, ennek során az Isokon cég számára készítette később világszerte utánzott rétegelt lemez bútorait.

### Építészként Magyarországon
1934-ben hazaköltözött Budapestre, a Mérnöki Kamara azonban zsidó származása miatt nem vette fel a tagjai közé, pedig előzőleg Fischer Józseffel és Molnár Farkassal közösen megnyerte a Budapesti Nemzetközi Vásár, Várnai Mariannal pedig a szegedi Országos Társadalombiztosító Intézet tervpályázatát. Mivel Magyarországon nem folytathatta praxisát, ezért 1935-ben Angliába távozott. (Késői elismerésként 1968-ban a Budapesti Műszaki Egyetem díszdoktorrá avatta.)

### Építészként Amerikában és Európában

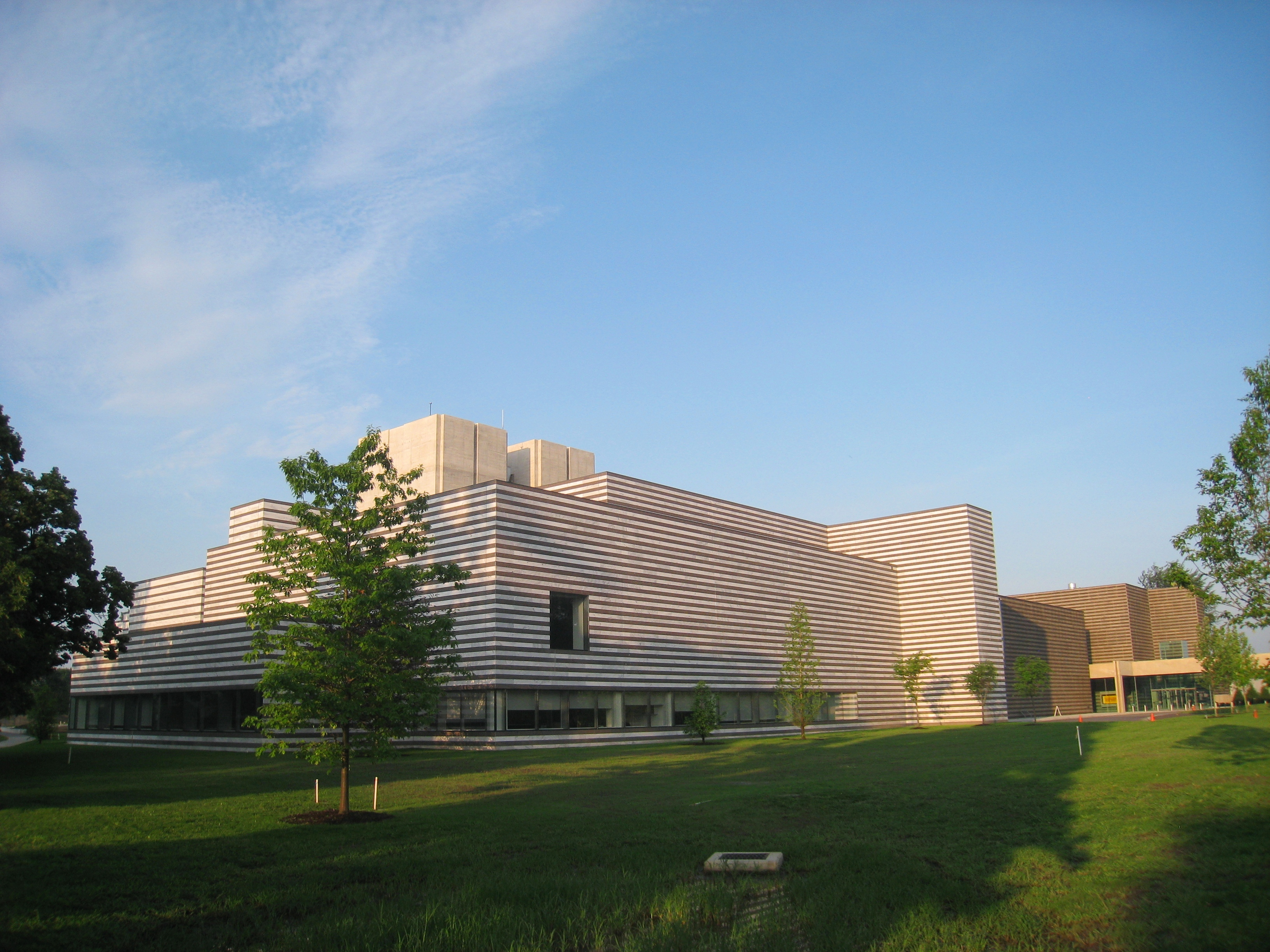
Museum of Art, Cleveland

Az UNESCO székháza Párizsban

1937-ben a Harvard Egyetemen tanított építészetet, majd 1938-tól 1941-ig Gropiusszal dolgozott a Massachusetts állambeli Cambridge-ben. A Bauhaus nemzetközi jellegét és Új-Anglia favázas épületeinek helyi karakterét ötvöző munkásságuk igen erősen hatott a családiház-építészetre, jóformán az Egyesült Államok egész területén. Ezt a stílust példázza Breuer saját lincolni háza (1939) és a waylandi Chamberlain-ház (1940); mindkettő Massachusetts államban.
1946-ban Breuer New Yorkba költözött, ettől kezdve elárasztották megbízásokkal. A fontosabbak: a Sarah Lawrence College színháza a New York állambeli Bronxville-ben (1952); az UNESCO párizsi székháza (1953–1958), Pier Luigi Nervi és Bernard Zehrfuss közreműködésével; a Szent János-apátság a minnesotai Collegeville-ben (1953–1961); a rotterdami De Bijenkorf Áruház (1955–1957); az IBM Kutatóközpont a franciaországi La Guade-ban (1960–1962); a New York-i Whitney Museum of American Art (elkészült 1966-ban) és az Amerikai Építésügyi és Városfejlesztési Minisztérium épülete Washingtonban (1963–1968), de részt vett az UNESCO New York-i épületének megtervezésében is.
1965-ben „Marcel Breuer and Associates” néven irodát alapított New Yorkban. 1973-ban súlyos szívinfarktust kapott, ami miatt hosszasabb kényszerpihenőre kényszerült. Végül 1975. március 1-jén bejelentette, hogy visszavonul az aktív munkától. Társai néhány évig még működtették az irodát. 1981. július 1-jén hunyt el New Yorkban.

## Hatása a 20. századi építő- és iparművészet fejlődésére
Breuer Marcell – mint Gropius tanítványa – amerikai korszakában vált építésszé (habár építész-képzésben nem részesült). Munkássága kezdetben összenőtt Gropiuséval, majd attól elválva, de eszméit tovább folytatva (szerkezetismereti korlátait vélhetően vállalkozótársakkal feloldva) vált a „modern egyedi (magán)lakásépítés” kiemelkedő képviselőjévé az Egyesült Államokban, tulajdonképpen a tehetősebb és igényesebb társadalmi réteg életviteléhez illő lakásigények kielégítésével. Kiváló forma-, tömeg- és anyaghasználati módjával a modern építészet területén példamutató eredményekkel büszkélkedhetett (még nagyméretű közösségi projektekben is: UNESCO-palota, IBM-kutatóközpont stb.). Építész vénája jó „vállalkozóképességekkel” is párosult.
1925-től tervezett csővázas bútorai és berendezési tárgyai az egzakt alapformákon nyugvó tervezés példái. A Bauhaus legszebb termékei közé tartoznak azok a művei is – főként lámpák –, amelyek azután készültek, hogy az iskola ipari formatervezéssel kezdett foglalkozni. Építőművészeti újító tevékenységét a mindenkori szerkezet- és formaalakítás élvonalában kamatoztatta.
Szakmai sokoldalúsága révén annak az építőmesternek a jelképévé vált, amelynek megteremtését Gropius a Bauhaus oktatási céljaként – az intézet megalakulásakor – deklarálta.

## Számon tartott és jelentős alkotásai
- Berlin: Piscator-lakásbelső

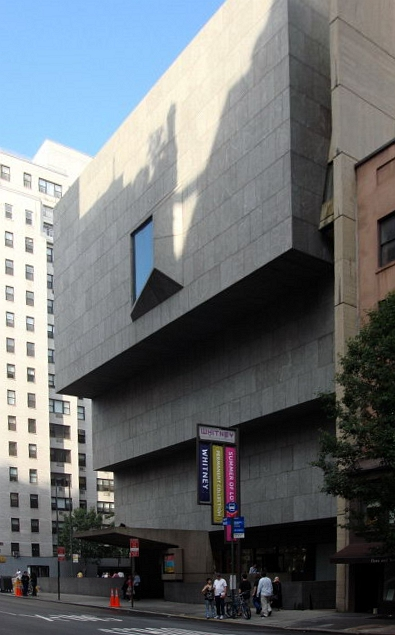
New York: Whitney Múzeum, Breuer-épület

- Dessau: BAMBOS, Az ifjú mesterek házai (terv)
- Wiesbaden: Harnischmacher-ház
- Bristol: Gane-pavilon
- Glanville: Saier-ház
- Flaine: Téli sportközpont
- La Gaude: IBM-Kutatóközpont
- Párizs: UNESCO székháza
- Moscia: Koerfer-ház
- Zürich: Doldertal-ház
- Baltimore-Maryland: Hooper-ház II.
- Bismarck, É-Dakota: Angyali Üdvözlet-kolostor
- Cleveland-Ohio: Cleveland Museum of Art
- Collegeville, Minnesota: Szt. János apátság és egyetem
- Lakeville, Connecticut: Caesar Cottage
- Lincoln, Mass.: Breuer-ház I.
- New Canaan, Connecticut: Breuer-ház II.
- Long Island, New York: Geller-ház I. és Geller-ház II.
- New York, New York: MoMA mintaház; University Heights Campus; Whitney Múzeum
- Muskegon, Michigan: Szalézi Szt. Ferenc-templom
- Wayland, Mass.: Chamberlain Cottage

## Emlékezete

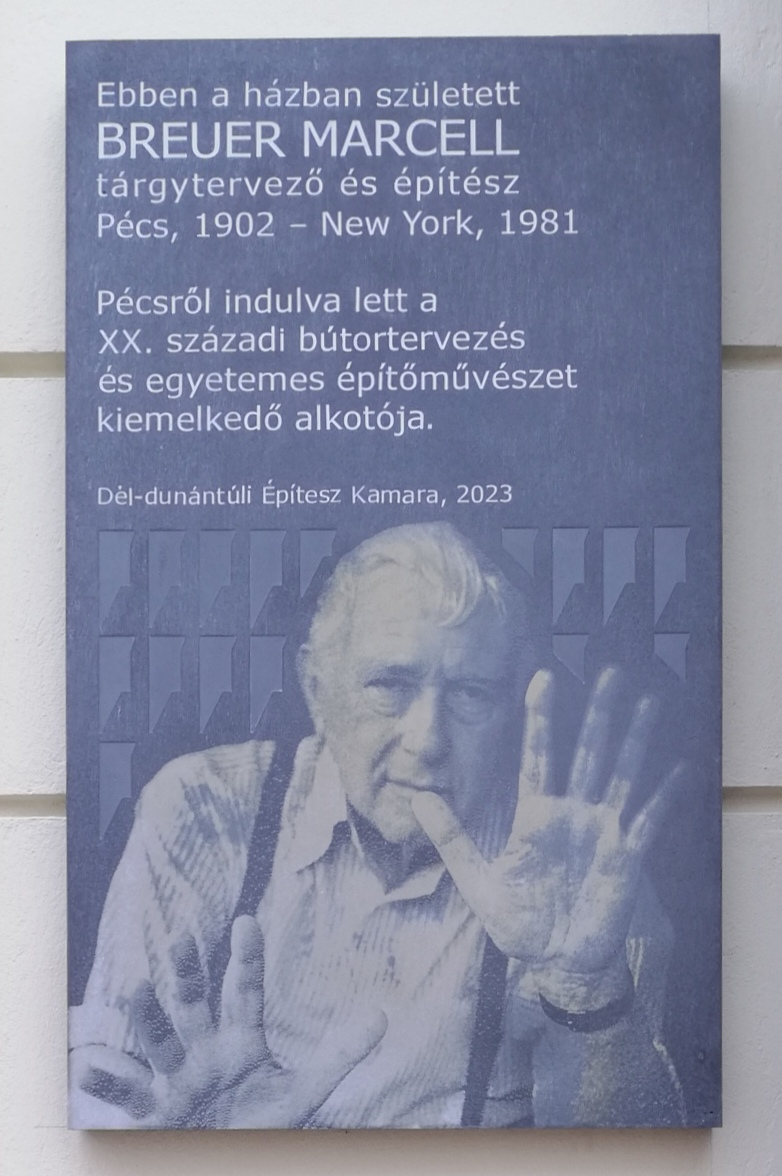
Pécsi emléktáblája szülőházának falán

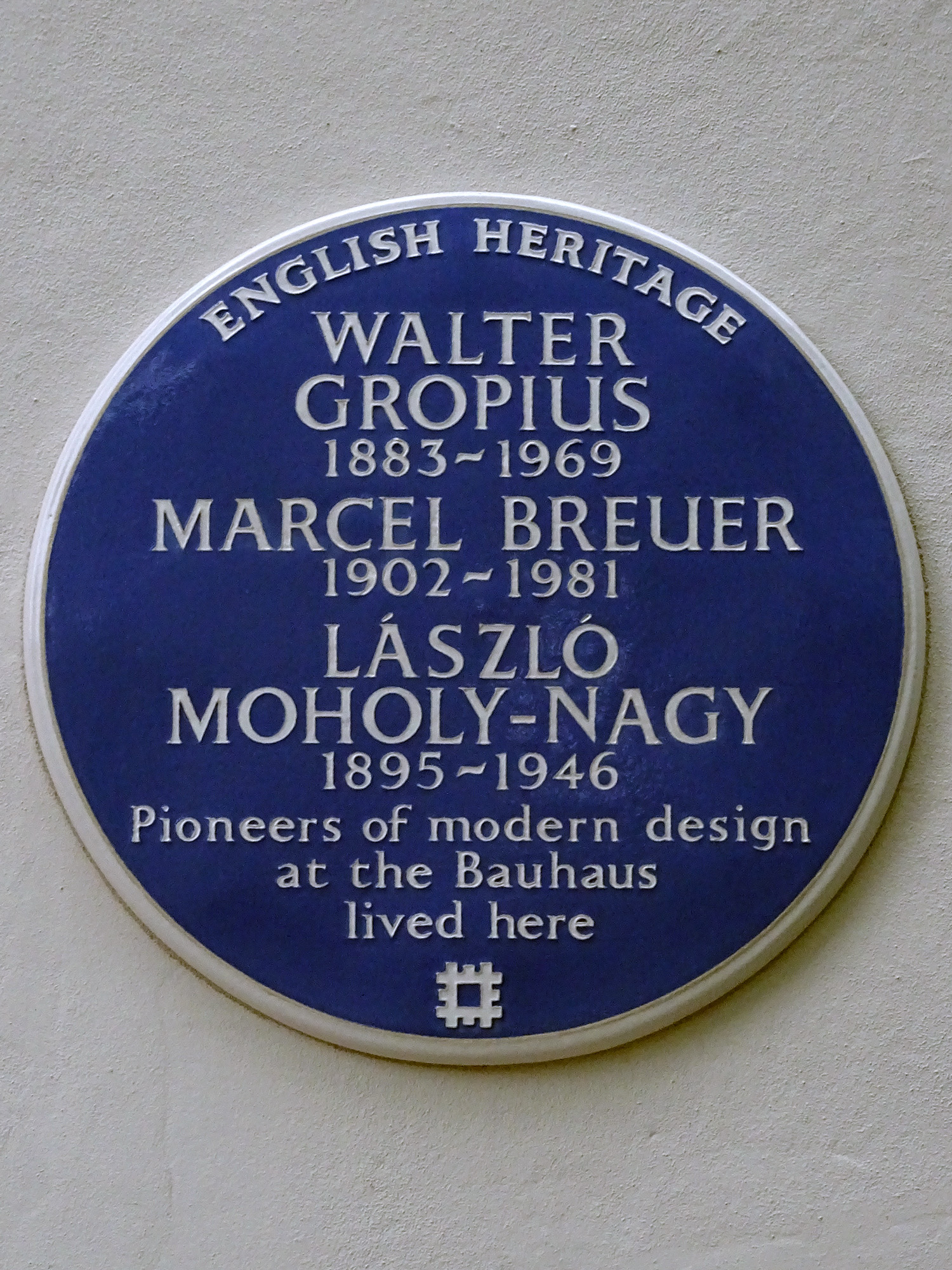
Londoni emléktáblája

- Londonban emléktáblát állítottak az ő, Moholy-Nagy László és Walter Gropius emlékére.
- Nevét viseli Pécsett a Breuer Marcell sétány. 2023. november 8-án leplezték le finombeton emléktábláját szülőházának, az Irgalmasok utcája 4. szám falán, valamint ekkor nyílt meg az m21 galériában nagyszabású időszaki emlékkiállítása is.[19]
- A Pécsi Tudományegyetem Műszaki és Informatikai Karának építészeti doktori iskoláját róla nevezték el Breuer Marcell Doktori Iskolának.
- Mezősi Ágnes jóvoltából fut a Marcel Breuer Project, mely az épületeiről friss fotókat készít és eddig 18 helyszínre sikerült eljutnia.

### További szakirodalom
- Kiállítási katalógus. Kupferstichkabinett der Staatlichen Kunstsammlungen Dresden – Drezda, 1978
- Ommagio a Marianne Brandt: In: forme. – 1985. H. 110. katalógus – The Museum of Modern Art. New York, 1981
- Breuer Marcell. Elvek és eredmények; vál., szerk. Ernyey Gyula; Pro Pannonia, Pécs, 2008 (Pannónia könyvek)